# چهارراه (فیلم ۱۹۸۶)
چهارراه (به انگلیسی: Crossroads) یک فیلم درام و موزیکال آمریکایی محصول سال ۱۹۸۶ که با الهام از زندگی موسیقیدان افسانه‌ای بلوز رابرت جانسون ساخته شده‌است. بازیگران اصلی فیلم رالف ماکیو، جو سنکا و جیمی گرتز می‌باشند. این اثر به نویسندگی جان فاسکو و توسط والتر هیل کارگردانی شده‌است.

## بازیگران
- رالف ماکیو در نقش یوجین مارتون[۳]
- جو سنکا در نقش ویلی براون
- جیمی گرتز در نقش فرانسیس
- جو مورتون در نقش دستیار خراش
- رابرت جود در نقش خراش
- استیو وای در نقش جک باتلر
- دنیس لیپسکمب در نقش لوید
- هری کری جونیور در نقش بارتندر
- جان هنکاک در نقش کلانتر تیلفورد
- آلن آربس در نقش دکتر سانتیس
- گرتچن پالمر در نقش دختر زیبا / رقصنده
- آل فان در نقش پون‌بروکر
- ویلی تیلور در نقش اُز
- تیم راس در نقش رابرت جانسون
- تکس دونالدون در نقش جان مک گرا
- گای کیلوم در نقش ویلی در ۱۷ سالگی
- آکوسوا بوسیا در نقش زن در مهمانخانه
- ادوارد والش در نقش هارلی ترهونه
- آلن گراف در نقش آلوین